# Schizoporella crustacea
Schizoporella crustacea är en mossdjursart som först beskrevs av Smitt 1868.  Schizoporella crustacea ingår i släktet Schizoporella och familjen Schizoporellidae. Inga underarter finns listade i Catalogue of Life.